# Schachfieber
Schachfieber (russisch: Шахматная горячка, Schachmatnaja gorjatschka) ist eine sowjetische Filmkomödie aus dem Jahr 1925, in der einige Schachmeister der damaligen Zeit – wie Carlos Torre Repetto, Rudolf Spielmann, Frank Marshall, Richard Réti, Ernst Grünfeld, Frederick Yates, Solomon Gotthilf und Alexander Iljin-Schenewski – als Statisten vorkommen. Die Aufnahmen der Spieler an ihren Schachbrettern sind während des Moskauer Turniers von 1925 entstanden. Der damalige Weltmeister José Raúl Capablanca spielt sich selbst in einer Nebenrolle.

## Handlung
Im Mittelpunkt des Kurzfilms steht ein junger, schachbesessener Mann zur Zeit des Schachturniers in Moskau. Seine ganze Aufmerksamkeit widmet er dem Schach, er trägt Socken im Schachbrettmuster, benutzt karierte Taschentücher und hat unzählige  Taschenschachbretter bei sich. Seine vernachlässigte Gefährtin wendet sich deshalb von ihm ab und trifft auf ihrem Weg durch Moskau an allen Ecken auf schachspielende Menschen. Ihre Abneigung gegen Schach kehrt sich allerdings um, als sie zufällig dem gutaussehenden José Raúl Capablanca begegnet und ihm zum Spielort des internationalen Turniers folgt. Dort trifft sie ihren Gefährten wieder, und mit ihrer neuentdeckten Schachbegeisterung wendet sich alles zum Guten. 